# Ze snu sen
Ze snu sen – film dokumentalny Adama Kuczyńskiego z 1998 r. poświęcony reżyserowi filmowemu Wojciechowi Jerzemu Hasowi.
W filmie wystąpił Jerzy Skarżyński, autor scenografii do siedmiu z czternastu filmów fabularnych Hasa oraz aktorzy:
- Barbara Krafftówna (zagrała w filmach Złoto, Jak być kochaną, Rękopis znaleziony w Saragossie, Szyfry)
- Irena Orska (Wspólny pokój, Rozstanie, Złoto, Jak być kochaną, Rękopis znaleziony w Saragossie, Szyfry, Lalka, Sanatorium pod Klepsydrą)
- Gustaw Holoubek (Pętla, Pożegnania, Wspólny pokój, Rozstanie, Rękopis znaleziony w Saragossie, Sanatorium pod Klepsydrą, Nieciekawa historia, Pismak)
- Jan Nowicki (Sanatorium pod Klepsydrą)

Narratorem w filmie jest Piotr Wojciechowski, pisarz, reżyser i krytyk filmowy. W kadrze kilkakrotnie pojawia się również sam Wojciech J. Has (bez wypowiedzi).
Scenerią dokumentu, przeplatanego fragmentami filmów Hasa, jest Kraków, rodzinne miasto artysty.